# Lab Rats
Lab Rats är en amerikansk TV-serie, situationskomedi, som hade premiär den 27 februari 2012 på Disney XD. Den skapades av Chris Peterson och Bryan Moore.

## Handling
När 14-årige Leo flyttar in i sin nya styvpappas herrgård, blir han bekant med Adam, Bree, och Chase - tre syskon med superkrafter (och utrustade med hi-tech-program) som bor i ett labb under huset. En osannolik vänskap utvecklas. De tre syskonen hjälper honom att bli den mest populära eleven i skolan.

## Figurer
Ledande roller
- Billy Unger - Chase Davenport
- Kelli Berglund - Breeana "Bree" Davenport
- Spencer Boldman - Adam Davenport
- Tyrel Jackson Williams - Leo Dooley
- Hal Sparks - Donald Davenport

Övriga roller
- Angel Parker - Tasha Davenport
- Will Forte - Eddy
- Garrett Backstrom - Ethan
- Maile Flanagan - Rektor Perry
- Madison Pettis - Janelle
- Mateus Ward - Marcus